# Podliàkino
Podliàkino (en rus: Подля́кино) és un poble de l'óblast de Lípetsk, a Rússia, que el 2013 tenia un habitant. Pertany al districte rural de Griazi.